# Rakra Tethong Rinpoché
Rakra Tethong Rinpoché aussi appelé Rakra Tethong Thubten Choedhar (1925-10 juillet 2012) est un lama tibétain.

## Biographie
Rakra Tethong Rinpoché, né en 1925 à Dergué est le fils de Gyurme Gyatso Tethong, alors gouverneur de Dergué (Derge chikyap) et de Dolma Tsering, née Rong Dikyiling. Il est nommé Rigzin Namgyal par Khenchen Ngawang Samten Lodroe (1868-1931) du monastère de Derge Gonchen. À l'âge de deux ans, il est reconnu comme 6e Rakra, lama réincarné du monastère de Pakshoe au Kham. Son père, initialement opposé à l'idée que son enfant devienne lama, l'accepte après que le 13e dalaï-lama l'ait aussi reconnu, le nommant Rakra Thubten Choedar.
Rakra a d'abord étudié au monastère de Pakshoe, mais à partir de 1935, il commence ses études au monastère de Drépung, au collège de Gomang, Ghungru khamtsen (fraternité). Il a comme professeur principal un gueshé, Guéshé Ngawang Palden. À l'âge de dix-neuf ans, Rakra Rimpoché reçoit son diplôme de géshé, dans la catégorie la plus élevée, « Lharampa ».
Il a ensuite rejoint le collège tantrique inférieur de Gyume à Lhassa pour commencer ses études de bouddhisme tantrique ou ésotérique. À peu près à la même époque, Rakra commença également à suivre des cours de poésie tibétaine (nyenga), de littérature (tsom rig gyutsel) et de grammaire tibétaine (sumtag) de l'érudit Gendün Chöphel. ce dernier vivait alors dans un petit appartement de l'immeuble Gomang Khangsar, à l'extrémité nord de la région de Bharkor, près du collège Gyumé. Sonam Tomjor, le frère aîné de Rakra, alors chef de la famille Tethong, était un ami intime et un compagnon de beuverie de Gendun Chophel. En 1949, à l'âge de vingt-trois ans, Rakra Rinpoché reçut le diplôme Ngagrampa du collège tantrique inférieur. Lors de sa dernière année d'étude, il a également reçu le grade de gyegoe ou maître disciplinaire.
L'année suivante, il rend ses vœux monastiques à son lama-racine, Mogchok Rinpoché. Son frère, Sonam Tomjor, avait déjà quitté Lhassa pour l'Inde après avoir été nommé assistant de l'agent commercial tibétain à Kalimpong. Rakra Rimpoché et sa sœur aînée, Lobsang Deki Lhawang, quittent Lhassa pour l'Inde en septembre 1950, environ un mois avant l'attaque communiste de Chamdo, avec Lobsang Deki Lhawang, et son fils Jamyang Norbu, âgé d'un an et demi à l’époque. À Kalimpong, Rakra a commencé à étudier le sanskrit avec l’orientaliste russe George de Roerich, à qui Gendun Chophel avait envoyé une lettre d’introduction. Rakra Rinpoché a poursuivi ses études en sanskrit à Shantiniketan, la célèbre université de Rabindranath Tagore, où il a également été initié à la peinture et aux arts indiens et occidentaux. L'université voulait que Rakra Rinpoché reste et enseigne la langue tibétaine et le bouddhisme, mais Rakra Rinpoché reçut une bourse du gouvernement indien lui permettant de poursuivre ses études en sanscrit auprès du professeur Vasudev Gokhale à l'Institut de recherche orientale Bhandarkar à Poona.
En 1956, Rakra rejoignit le service tibétain de la All India Radio, et y travaille jusqu'en 1960. Il travaille également comme assistant-conférencier en sanskrit à l'université de Delhi. En 1959, il épouse Samten Dolma Lharjé de Phey, Ladakh, qui travaille au service du Cachemire de All India Radio. La famille de Dolma était issue des médecins traditionnels ladakhi (lharjé).
En 1960, Taktser Rinpoché, un frère aîné du 14e dalaï-lama, demande à Rakra Rinpoché de prendre en charge les enfants réfugiés tibétains au Village international des enfants Pestalozzi en Suisse, créé à l'intention des enfants européens déplacés après la Seconde Guerre mondiale. Rakra Rinpoché voulait continuer ses études dans la littérature bouddhiste tibétaine et indienne et espérait faire des recherches en Angleterre, mais il réalisa l'urgence de la tâche à accomplir et fit ce qu'il lui était demandé de faire.
Rakra Rinpoché, son épouse et vingt enfants réfugiés tibétains ont commencé à vivre au village Pestalozzi en octobre 1960. Le Tibeter Heim, « Yumbu Lakang », était un chalet suisse de trois étages et ne possédait pas de chapelle bouddhiste. Rakra Rinpoché a conçu un autel traditionnel et a sculpté une statue en argile du Bouddha qui a pris la place centrale dans la salle à manger, où, avant le repas, les enfants chantaient leur choepa ou grâce bouddhiste. Un grand portrait à l'huile du dalaï-lama y était également installé. Rakra Rinpoché a également créé ses propres manuels scolaires en tibétain pour les enfants. Il écrit et illustre Une vie de bouddha pour enfants qu'il photocopie au bureau de Pestalozzi. Rakra Rinpoché publie cette brochure pour la première fois en 1983, et elle est publiée par Rinchen Dolma Taring en Inde en 1995.
Tout en éduquant nombre d'enfants à devenir de bons bouddhistes et tibétains, Rakra Rinpoché a écrits à flux constant ses livres et pamphlets publiés principalement par la Bibliothèque des œuvres et archives tibétaines à Dharamsala.

## Hommage

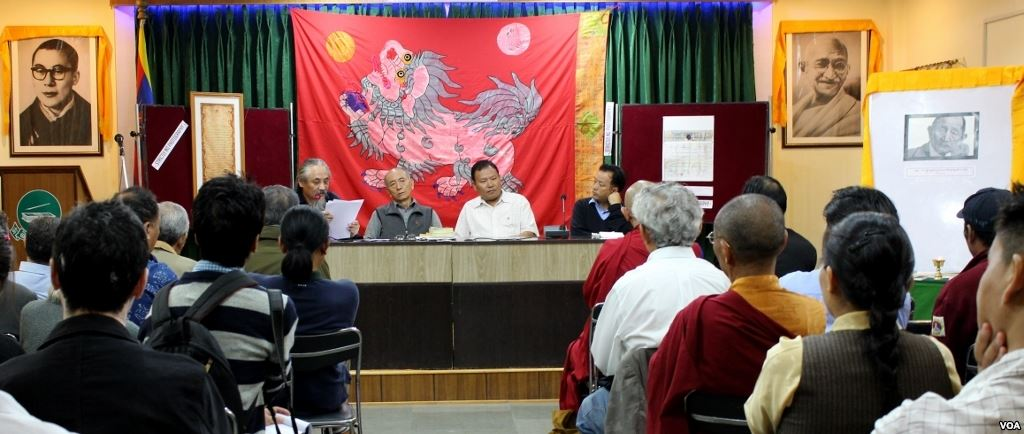
Tashi Tsering, à droite, aux côtés d'Acharya Karma Monlam, Sonam Gyaltsen et Chung Tsering, lors d'une exposition de photo à la mémoire de Rakra Tethong Rinpoché, en 2013.

En 2013, un an après sa mort, la Bibliothèque des archives et des œuvres tibétaines et l'Institut Amnye Machen ont organisé une conférence et une exposition de photos en sa mémoire à Dharamsala, en Inde. En son hommage, Tashi Tsering, directeur de l'Institut Amnye Machen, Acharya Karma Monlam, rédacteur en chef du Département de l'éducation du Tibet, Sonam Gyaltsen, professeur d'histoire à Sarah Tibetan Higher studies, et Chung Tsering, un écrivain tibétain, ont partagé leurs expériences personnelles et leur admiration pour le travail de Rakra Rinpoché.

## Publications
- (bo) རྒྱ་གར་སྐད་དུ། པཉྕཏཎཏྲ།བོད་སཀད་དུ། རྒྱུན་ཆགས་ལྔ་པ། (Rgya gar skad du Pañcataṅtra Bod skad du rgyun chags lnga pa), Volume 45 de Pha-yul phyogs bsgrigs deb phreṅ, d'après Viṣṇuśarman, éditeur Bod-gzhung shes-rig las-khungs [Department of Education], 2010,  (ISBN 938009101X)
- (bo) Sangs-rgyas-bcom-ldan 'das mdzad-pa bzhugs-so, publié sous la direction de Lobsang Tenzin Chökyi Gyaltsen Shingza Tulku, RUDI Publishing House; 2017,  (ISBN 3946611095)